# بارثينيوس الأول
بارثينيوس الأول (Πατριάρχης Παρθένιος Α) بطريرك الإسكندرية للروم الأرثوذكس من 1678 إلى 1688. قبل أن يصبح بطريركًا، شغل منصب مطران الناصرة. تعرض لإصابة خطيرة في زلزال عام 1688 وتوفي في وقت لاحق من ذلك العام في سميرنا، في آسيا الصغرى.